# Vlag van Surhuisterveen

Vlag van Surhuisterveen

De vlag van Surhuisterveen is de dorpsvlag van het Nederlandse dorp Surhuisterveen, in de Friese gemeente Achtkarspelen. De vlag werd in 1987 geregistreerd.

## Beschrijving
De beschrijving van de vlag is als volgt:
Een rode hijs met een lengte van 1/3 vlaghoogte; in de hijstop een gele klaver; de vlucht van drie even hoge banen geel-blauw-geel met in de gele banen elk aan de hijskant een zwarte turf.
De kleuren zijn afkomstig van het dorpswapen.

## Symboliek
- Gouden banen: verwijzen naar de zandgrond waar het dorp op gelegen is.[3]
- Blauwe baan: staat voor de Feanster Feart, een vaart die door het dorp liep en belangrijk was voor de afvoer van gewonnen turf.
- Rode baan: duidt op de weg naar Opende die de Feanster Feart kruist.[3]
- Turven: het dorp ontstond als een veenkolonie in de 16e eeuw.
- Klaverblad: verbeeldt de graslanden ten zuiden van het dorp.[2]

## Zie ook

Wapen van Surhuisterveen